# Diego Ronquillo
Diego Ronquillo fut gouverneur général des Philippines par intérim du 10 mars 1583 au 16 mai 1584. Il succéda à son oncle Gonzalo Ronquillo de Peñalosa et fut remplacé par Santiago de Vera.

## Sources
- (en) « Spanish Governors of the Philippines, 1565-1616 », sur philippinehistory.net